# Cheyenne Loch
Cheyenne Loch (Riva del Garda, 14 agosto 1994) è una snowboarder tedesca, specializzata in slalom gigante parallelo e slalom parallelo.

## Biografia
Specializzata in slalom gigante parallelo e slalom parallelo e attiva in gare FIS dal febbraio 2010, la Loch ha debuttato in Coppa del Mondo il 19 marzo 2011, giungendo 38ª nel gigante parallelo in Valmalenco e ha ottenuto il suo primo podio il 19 dicembre 2015 nello slalom parallelo di Cortina d'Ampezzo, vinto dalla svizzera Patrizia Kummer.
In carriera non ha mai preso parte a rassegne olimpiche, mentre ha gareggiato in quattro iridate.

## Palmarès

### Mondiali juniores
- 6 medaglie:
  - 2 argenti (slalom parallelo a Valmalenco 2011; slalom parallelo a Erzurum 2013)
  - 4 bronzi (slalom gigante parallelo a Valmalenco 2011; slalom parallelo a Sierra Nevada 2012; slalom gigante parallelo e slalom parallelo a Chiesa in Valmalenco 2014)

### Festival olimpico della gioventù europea
- 1 medaglia:
  - 1 bronzo (slalom gigante parallelo a Liberec 2011)

### Coppa del Mondo
- Miglior piazzamento nella Coppa del Mondo di parallelo: 5ª nel 2021
- Miglior piazzamento nella Coppa del Mondo di slalom gigante parallelo: 4ª nel 2021
- Miglior piazzamento nella Coppa del Mondo di slalom parallelo: 4ª nel 2021
- 7 podi:
  - 3 secondi posti
  - 4 terzi posti